# Hertogdom Normandië
Het hertogdom Normandië ontstond in 911, bij het Verdrag van Saint-Clair-sur-Epte. De West-Frankische koning Karel de Eenvoudige gaf een stuk grond aan de Seinemonding, met Rouen als hoofdstad, in leen aan de Noormannen onder leiding van Rollo. Het was de bedoeling dat zij andere Noormannen zouden afweren. Al gauw wisten deze "Normandiërs" echter grote delen van de Frankische kuststreek te veroveren, hoewel zij zich ook tot het katholieke christendom bekeerden en daarna geleidelijk verfransten.
De status van het vroege Normandië is onduidelijk, aangezien de eerste die in bronnen met de titel "hertog" wordt genoemd Richard II is, eind 10e eeuw. Sommige historici gaan ervan uit dat Rollo en zijn opvolgers aanvankelijk slechts de waardigheid van graaf hadden, maar dit is onzeker.
In 1066 veroveren de Normandiërs onder hertog Willem het Koninkrijk Engeland en werden daardoor zeer aanzienlijk in Europa. Vijftig jaar lang, vanaf 1154, was Normandië onderdeel van het Angevijnse Rijk dat West-Frankrijk, Engeland en enkele Brits-Keltische gebieden omvatte. De Franse koning Filips II Augustus wist echter in 1204 Normandië weer te onderwerpen aan de kroon. De Normandiërs hebben nog tot 1259 getracht hun stamland te herkrijgen, maar moesten er ten slotte in berusten dat het bij de Franse kroondomeinen werd ingelijfd.
Tijdens de Honderdjarige Oorlog heroverden de Engelsen Normandië nog eenmaal na de Slag bij Azincourt (1415), maar in 1450 verloren zij het definitief. In 1469 werd het als hertogdom ontbonden.
Het Anglo-Normandisch (1066-late 15e eeuw), een combinatie van Oudnoords, Oudfrans en Oudengels, heeft een sterke invloed gehad op de vorming van de huidige Engelse taal. In het huidige Normandisch zijn ook nog veel Scandinavische taalkenmerken te vinden die te herleiden zijn naar de 10e eeuw tot de 12e eeuw.